# Gertrude Wildam
Gertrude Wildam var en österrikisk bordtennisspelare. 
Mellan 1926 och 1937 deltog hon i sju bordtennis-VM. Under sin karriär tog hon 6 medaljer i Bordtennis VM; 2 silver och 4 brons
Wildam spelade för klubben Vindobona . Mellan 1924 och 1935 vann hon österrikiska mästerskapet i singel tio gånger. I Bordtennis VM 1929 förlorade hon singel finalen mot Mária Mednyánszky, i dubbel spelade hon tillsammans med Fanchette Flamm. Även där förlorade hon i finalen, den här gången mot Erika Metzger och Mona Rüster. I mixed dubbel tillsammans med Alfred Liebster tog hon sig till semifinal, något som hon gjorde redan 1926 med Eduard Freudenheim. 1930 tog hon sig till semifinal i både singel och dubbel med Helly Reitzer.

## Meriter
- Bordtennis VM
  - 1926 i London
    - kvartsfinal singel
    - 3:e plats mixed dubbel (med Eduard Freudenheim)

  - 1929 i Budapest
    - 2:a plats singel
    - 2:a plats dubbel med (Fanchette Flamm)
    - 3:e plats mixed dubbel (med Alfred Liebster)

  - 1930 i Berlin
    - 3:e plats singel
    - 3:e plats dubbel med (Helly Reitzer)

  - 1932 i Prag
    - kvartsfinal singel
    - kvartsfinal dubbel

  - 1933 i Baden
    - kvartsfinal singel
    - kvartsfinal dubbel
    - kvartsfinal mixed dubbel

  - 1936 i Prag
    - 4:e plats med det österrikiska laget

  - 1936 i Prag
    - kvartsfinal dubbel
    - 4:e plats med det österrikiska laget